# Том ям
Том ям тай. ต้มยำ  — гострий тайський суп, одна з найвідоміших у світі страв з тайської кухні.

## Приготування

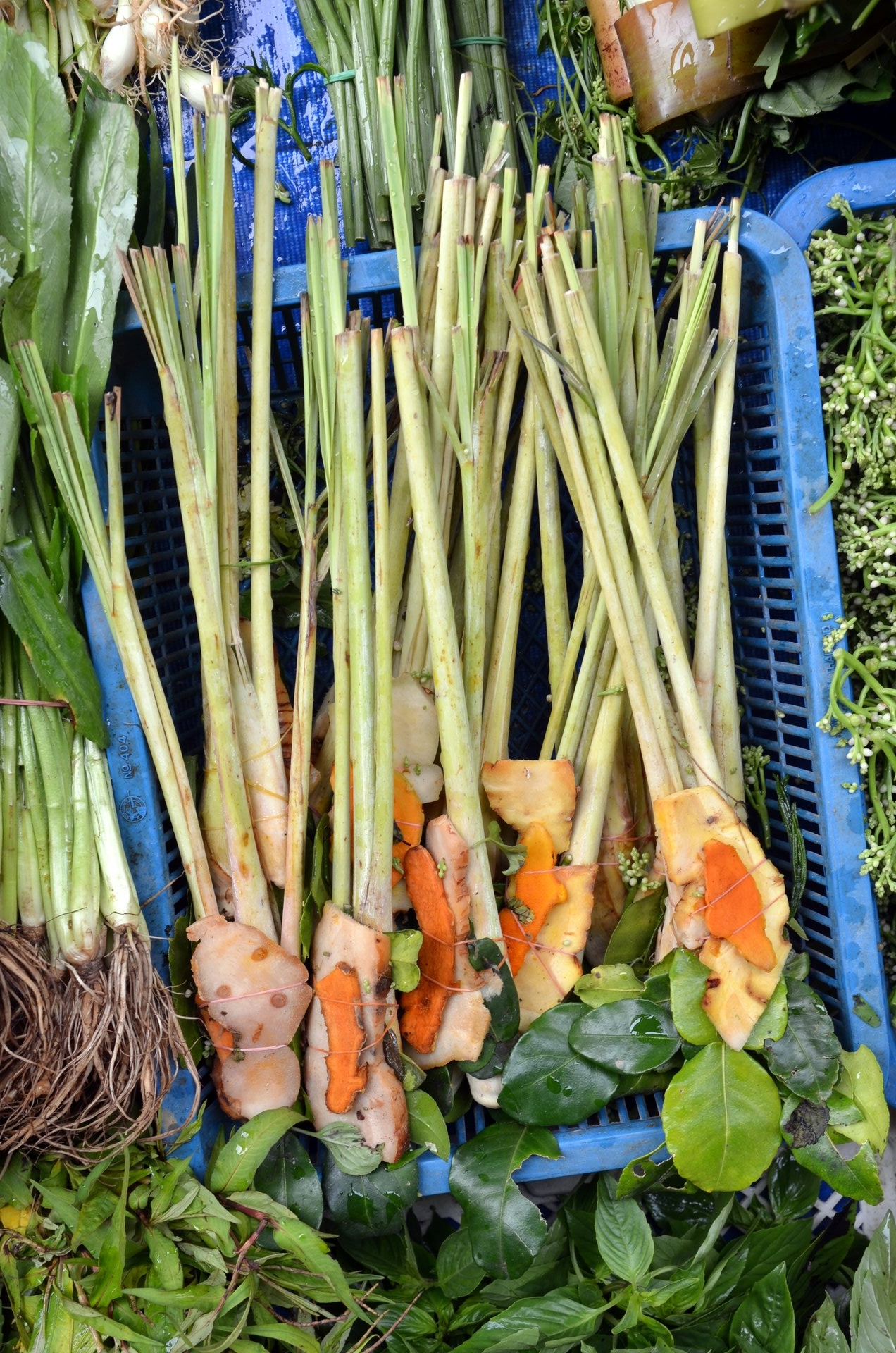
Готові набори для том яму на базарі: калган, цимбопогон, кафрський лайм

Спочатку виварюються спеції: калган, цимбопогон, кафрський лайм, стручковий перець, часник, лайм. Згодом на маленькому вогні готують м'ясо та гриби.
Суп подається у спеціальній металевій тарілці, що має отвір по центру, через який виходить дим від вугілля чи сухого спирту, що підігріває суп під час споживання. На відміну від європейської традиції, де кожен їсть суп зі своєї тарілки — тайці їдять зі спільної тарілки. У том ямі велика частина інгредієнтів (спеції) залишається твердими на дні тарілки. Ці залишки не їдять.

## Варіанти
Залежно від м'ясного інгредієнту до назви том яму додають ще й назву цього наповнювача.
- Том ям кунг (тай. ต้มยำกุ้ง) — найпопулярніший серед туристів вид том яму з креветками. Саме цей варіант у світі вважають еталонним том ямом[1][2].
- Том ям пла (тай. ต้มยำปลา) — суп з рибою. Був найпопулярніший у Таїланді до масової появи там туристів[3].
- Том ям кай (тай. ต้มยำไก่) — суп з курятиною[4].
- Том ям кха му (тай. ต้มยำขาหมู) — суп з свининою[5].